# Loxosceles reclusa

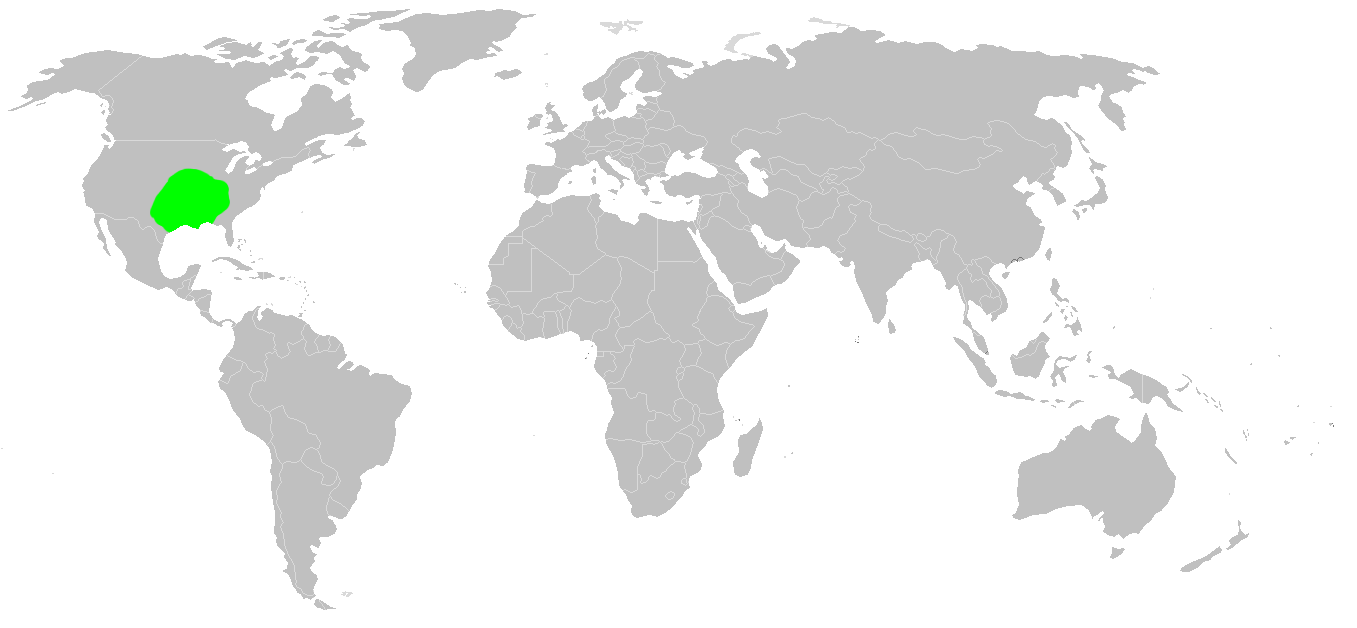
Phân bố của loài Loxosceles reclusa.

Loxosceles reclusa là một loài nhện trong họ Sicariidae. Loài này trước kia được đặt trong họ Loxoscelidae. Nó là một loài nhện với vết cắn có nọc độc.
Nhện nâu ẩn dật có chiều dài thường giữa 6–20 mm, nhưng có thể phát triển lớn hơn. Trong khi thông thường có màu sáng đến màu nâu trung bình, chúng có màu sắc trong khoảng màu từ kem màu xám nâu hoặc đen tối. 

## Phân bố
Loài nhện này có nguồn gốc Hoa Kỳ từ miền nam Trung Tây phía nam đến Vịnh Mexico. Phạm vi bản địa nằm gần như cách phía nam của một đường từ phía đông nam Nebraska qua phía nam Iowa, Illinois, và Indiana tây nam Ohio. Ở các bang miền Nam, nó có nguồn gốc từ trung tâm Texas tây Gruzia và phía bắc Kentucky.